# Kooiplaats
Kooiplaats is een buurtschap annex gehucht op het oostelijke deel van het Nederlandse waddeneiland en gemeente Ameland. De buurtschap ligt ten oosten van het dorp Buren.
Kooiplaats bestaat uit vier wegen: Kooiplaats, Kooiduinweg, Kooiweg en de Huttenhiemweg. De buurtschap bestaat voornamelijk uit boerderijen. Kooiplaats is vernoemd naar de eendenkooi (Oranje Nassaukooi) die hier ligt.
De postcode van de buurtschap is 9164, de postcode van Buren.
Dorpen: Ballum · Buren · Hollum · Nes

Buurtschappen: Ballumerbocht · Kooiplaats

Voormalige buurtschap: de Blijke

Friesland: Steden en dorpen      Nederland: Provincies · Gemeenten